# Scott Snyder
Scott Snyder (1976) é um escritor americano, conhecido por seu trabalho na coletânea Voodoo Heart, lançada em 2006, e por seu trabalho em revistas de histórias em quadrinhos, como Detective Comics, Batman, Batman: Gates of Gotham, e Swamp Thing e o título autoral Vampiro Americano [American Vampire, no original], cujas primeiras edições foram co-escritas por Stephen King.

## Biografia
Com 9 anos, Snyder participou de um acampamento de férias onde teve contato com o livro Eyes of the Dragon, de Stephen King. A leitura seria uma experiência fundamental para despertar nele o interesse em se tornar escritor. Ele também foi influenciado por escritos de Denis Johnson, Raymond Carver, Rick Bass, Joy Williams, e George Saunders. Em 1998, Snyder concluiria um curso de criação literária ["creative writing", no original] na Universidade Brown e passou cerca de um ano trabalhando na Walt Disney World.
Por mais estranho que pareça, período que passou na Disney World influenciou fortemente e positivamente o estilo de Snyder posteriormente, como ele mesmo revela: essa experiência fez muito bem à minha escrita... Tudo o que eu acabei escrevendo, as coisas que me assustam profundamente: o medo do compromisso e do crescimento, medo perder as pessoas amadas, o maravilhamento e terror de estar apaixonado—tudo isso estava constantemente em jogo ao meu redor de uma maneria estranha, animada e magnífica na Disney."
Para a DC Comics, Snyder começou a escrever, em 2010, a série Vampiro Americano, publicada através do selo editorial Vertigo, destinado à histórias adultas. No ano seguinte, foi anunciado como o roteirista do título Detective Comics e como contratado exclusivo da editora para escrever o atual Batman (Os Novos 52).

## Carreira

### Prosa ficcional
Sua primeira coletânea de histórias, Voodoo Heart, foi publicada pela Dial Press em junho de 2006. A coleção recebeu crísticas positivas da Publishers Weekly e Booklist, sendo inclusive escolhida pela Kirkus Reviews como a "melhor estreia" daquele ano. O The New York Times publicou uma análise positiva assinada por Andrew Sean Greer na coluna "Sunday Book Review".
Stephen King escolheu duas das histórias escolhidas—"Wreck" e "Dumpster Tuesday"—para a antologia The Best American Short Stories de 2007. Voodoo Heart foi selecionada para o The Story Prize em 2006.
Atualmente, Snyder leciona literatura criativa na New York University, Columbia University, e Sarah Lawrence College.

### HQ's
Em 2009, Snyder começou a trabalhar para a Marvel Comics. Sua primeira incursão no gênero foi um one-shot focado no primeiro Tocha Humana, parte das celebrações do 70.º aniversário da editora. Em seguida, ele escreveu a minissérie de quatro edições, Iron Man: Noir, lançada em abril de 2010.[carece de fontes?]
Em março de 2010, a Vertigo começou a publicar American Vampire, a primeira série regular autoral de Snyder. As cinco primeiras edições são acompanhadas por uma história original de Stephen King. American Vampire ganhou o Prêmio Eisner de 2011 como a Melhor Série Estreante.
Sua carreira como roteirista da Detective Comics começou na edição #871 (janeiro de 2011) do título, marcando o início de seu contrato de exclusividade com a Editora das Lendas. Em parceria com Kyle Higgins, escreveram a minissérie Batman: Gates of Gotham, estreando em maio de 2011.
A partir de setembro de 2011, por ocasião do relançamento de todas as publicações da DC Comics chamada de Os Novos 52, Snyder assumiu os roteiros de duas séries regulares, Batman com qual permaneceu das edições #1 até #50 junto com o desenhista Greg Capullo, deixou a revista em 2016 com o fim dos Novos 52 e início do Renascimento. e Monstro do Pântano. Snyder também tornou-se mais tarde o co-roteirista de Talon, um spin-off da história A Corte das Corujas, mostrada em Batman, que era focada em um dos Garras da Corte.
Em 2012 durante a New York Comic Con foi anunciado que Snyder estaria escrevendo um nova série regular do Superman, intitulada Superman Unchained, com arte de Jim Lee. A série começaria a ser publicada em junho de 2013.
Snyder deixou a HQ Swamp Thing a partir da edição #18 (maio de 2013) e começou a escrever The Wake, uma minissérie de terror de 10 edições em colaboração com o desenhista da American Vampire: Survival Of The Fittest, Sean Murphy.[carece de fontes?] a série aborda como a Dra. Lee Archer, uma renomada bióloga marinha, é contratada pelo governo americano para investigar a origem de uma misteriosa criatura marinha encontrada. A partir da investigação, é apresentada uma trama que se estende por séculos, questionando a própria origem da humanidade, com Snyder fazendo uso de diferentes gêneros literários através das edições.
No mesmo mês, a DC publicou na Free Comic Book Day um preview de Superman Unchained,[carece de fontes?] uma série regular escrita por Snyder e ilustrada por Jim Lee, que foi posteriormente publicada em 122 de junho de 2013, e que pretendia coincidir com o filme Man of Steel, que estreou dois dias depois.
Snyder foi um dos co-roteiristas da série Batman Eternal, lançada em abril de 2014. A segunda fase de Batman Eternal, batizada de Batman & Robin Eternal foi lançada em 7 de outubro de 2015. Em 2016, Snyder e o artista John Romita Jr. colaboraram na série All-Star Batman como parte do relançamento Renascimento ["DC Rebirth", no original].
Snyder e Capullo lançaram a minissérie Dark Nights: Metal em agosto de 2017. Em dezembro de 2017, Snyder colaborou com o artista Andy Kubert na New Challengers, parte da da linha Dark Matter.

## Vida pessoal
Snyder é casado, e tem dois filhos.

## Prêmios
- 2011 – Prêmio Eisner como Melhor Série Estreante (com Stephen King e Rafael Albuquerque por American Vampire)[40]
- 2011 – Prêmio Harvey como Melhor Série Estreante (com Stephen King e Rafael Albuquerque por American Vampire)[41]
- 2012 – Prêmio Eagle como Melhor Escritor[42]
- 2012 – Prêmio Stan Lee como Melhor Série Regular (Detective Comics)[43]
- 2012 – Prêmio Stan Lee como Melhor Roteirista[44]
- 2012 – Prêmio Stan Lee como Homem do Ano[44]
- 2014 – Prêmio Eisner como Melhor Minissérie (com Sean Murphy para The Wake)[45]

### Indicações
- 2011 – Prêmio Eagle como Escritor Favorito[46]
- 2011 – Prêmio Eagle como Nova HQ Favorita (com Stephen King e Rafael Albuquerque por American Vampire)
- 2011 – Prêmio Harvey como Melhor Revelação[47]
- 2012 – Prêmio Goodreads Choice como Melhor Graphic Novels & Comics (por Batman, Vol. 1: The Court of Owls)
- 2013 – Prêmio Harvey como Melhor Roteirista (por Batman)[48]
- 2014 – Prêmio Eisner como Melhor Roteirista (por Batman (DC); American Vampire, The Wake)[45]

### Ficção
- Voodoo Heart (coletânea de contos, 288 páginas, The Dial Press, 2006, ISBN 0-385-33841-4)

### Marvel Comics
- Human Torch Comics 70th Anniversary Special (com Scott Wegener, one-shot, 2009) coletado em Timely 70th Anniversary Collection (capa dura, 280 páginas, 2010, ISBN 0-7851-3899-4; capa cartão, 2010, ISBN 0-7851-4092-1)
- Nation X #1: "Testament" (com David López, antologia, 2010) coletado em X-Men: Nation X (capa dura, 360 páginas, 2010, ISBN 0-7851-3873-0; capa cartão, 2010, ISBN 0-7851-4103-0)
- Iron Man Noir #1–4 (com Manuel García, 2010) coletado como Iron Man Noir (capa dura, 112 pages, 2010, ISBN 0-7851-4727-6; capa cartão, 2011, ISBN 0-7851-4728-4)

### DC Comics e Vertigo
- American Vampire (com Rafael Albuquerque, Mateus Santolouco (#9–11), Danijel Žeželj (#12), Sean Gordon Murphy (minissérie Survival of the Fittest), Jordi Bernet (#19–21), Roger Cruz (#26), Riccardo Burchielli (#27), Dustin Nguyen (minissérie Lord of Nightmares), Jason Aaron com Declan Shalvey + Ivo Milazzo + Jeff Lemire com Ray Fawkes + Becky Cloonan + Francesco Francavilla + Gail Simone com Tula Lotay + Gabriel Bá com Fábio Moon + Greg Rucka com John Paul Leon (Anthology #1) e Matías Bergara (Second Cycle #5), 2010– ...) coletados como:
  - Volume 1 (reunindo #1–5, capa dura, 200 páginas, 2010, ISBN 1-4012-2830-5; capa cartão, 2011, ISBN 1-4012-2974-3)
  - Volume 2 (reunindo #6–11, capa dura, 160 páginas, 2011, ISBN 1-4012-3069-5; capa cartão, 2012, ISBN 1-4012-3070-9)
  - Volume 3 (reunindo #12–18 e Survival of the Fittest #1–5, capa dura, 288 páginas, 2012, ISBN 1-4012-3333-3; capa cartão, 2012, ISBN 1-4012-3334-1)
  - Volume 4 (reunindo #19–27, capa dura, 208 páginas, 2012, ISBN 1-4012-3718-5; capa cartão, 2013, ISBN 1-4012-3719-3)
  - Volume 5 (reunindo #28–34 e The Lord of Nightmares #1–5, capa dura, 280 páginas, 2013, ISBN 1-4012-3770-3; capa cartão, 2014, ISBN 1-4012-3771-1)
  - Volume 6 (reunindo o one-shot The Long Road to Hell e Anthology #1, capa dura, 144 páginas, 2014, ISBN 1-4012-4708-3; capa cartão, 2014, ISBN 1-4012-4929-9)
  - Volume 7 (reunindo Second Cycle #1–5, capa dura, 144 páginas, 2015, ISBN 1-4012-4882-9; capa cartão, 2015, ISBN 1-4012-5432-2)
  - Volume 8 (reunindo Second Cycle #6–11, capa dura, 168 páginas, 2016, ISBN 1-4012-5433-0; capa cartão, 2016, ISBN 1-4012-6258-9)
  - Volume 9 (reunindo Anthology #2 e Annual #1, capa dura, 144 páginas, 2017, ISBN 1-4012-5965-0)
- Batman:
  - Detective Comics v1 #871–881 (com Jock e Francesco Francavilla, 2011) coletado como The Black Mirror (capa dura, 288 páginas, 2011, ISBN 1-4012-3206-X; capa cartão, 2013, ISBN 1-4012-3207-8)
  - Batman: Gates of Gotham #1–5  (com Kyle Higgins, Trevor McCarthy e Derec Donovan + Dustin Nguyen (#4), 2011) coletado como Gates of Gotham (capa cartão, 144 páginas, 2012, ISBN 1-4012-3341-4)
  - Batman v2 (com Greg Capullo, James Tynion IV (co-features in #8–12, 0, 13–16 e 18–25), Rafael Albuquerque (co-features in #8–11 e 21–24), James Tynion IV + Jason Fabok (Annual #1), Becky Cloonan (#12), Andy Clarke ("co-features" in #12, 0 e 25), Jock ("co-features" em #13–16), Andy Kubert (#18), Alex Maleev ("co-features" em #18–20), Ray Fawkes + Aco (one-shot Futures End), Sean Gordon Murphy (contos em Detective Comics v2 #27), Marguerite Bennett + Wes Craig (Annual #2), James Tynion IV + Dustin Nguyen (#28), Gerry Duggan + Matteo Scalera (#34), Brian Azzarello + Jock (#44) e James Tynion IV + Yanick Paquette (#49–50), 2011–2016) coletados como:
    - The Court of Owls (reunindo #1–7, capa dura, 176 páginas, 2012, ISBN 1-4012-3541-7; capa cartão, 2013, ISBN 1-4012-3542-5)
    - The City of Owls (reunindo #8–12 e Annual #1, capa dura, 208 páginas, 2013, ISBN 1-4012-3777-0; capa cartão, 2013, ISBN 93-5111-661-1)
    - Death of the Family (reunindo #13–17, capa dura, 176 páginas, 2013, ISBN 1-4012-4234-0; capa cartão, 2014, ISBN 1-4012-4602-8)
    - Zero Year: Secret City (reunindo #21–24, capa dura, 176 páginas, 2014, ISBN 1-4012-4508-0; capa cartão, 2014, ISBN 1-4012-4933-7)
    - Zero Year: Dark City (reunindo #25–27 e 29–33, capa dura, 256 páginas, 2014, ISBN 1-4012-4885-3; capa cartão, 2015, ISBN 1-4012-5335-0)
    - Graveyard Shift (reunindo #0, 18–20, 28, 34 e Annual #2, capa dura, 224 páginas, 2015, ISBN 1-4012-5230-3; capa cartão, 2015, ISBN 1-4012-5753-4)
    - Endgame (reunindo #35–40, capa dura, 192 páginas, 2015, ISBN 1-4012-5689-9; capa cartão, 2016, ISBN 1-4012-6116-7)
    - Superheavy (reunindo um preview de Divergence e #41–45, capa dura, 176 páginas, 2016, ISBN 1-4012-5969-3; capa cartão, 2016, ISBN 1-4012-6630-4)
    - Bloom (reunindo #46–50 e contos da Detective Comics v2 #27, capa dura, 200 páginas, 2016, ISBN 1-4012-6462-X; capa cartão, 2016, ISBN 1-4012-6922-2)
    - Epilogue (incluindo #51–52, Annual #4, o one-shot Futures End e porções de Batman: Rebirth #1, capa dura, 144 páginas, 2016, ISBN 1-4012-6773-4; capa cartão, 2017, ISBN 1-4012-6832-3)

  - Talon #0–7 (com James Tynion IV, Guillem March e Juan José Ryp (#2), 2012–2013) coletado como Volume 1: Scourge of the Owls (capa cartão, 192 páginas, 2013, ISBN 1-4012-3887-4)
  - Batman Eternal (com James Tynion IV, Ray Fawkes, Kyle Higgins, Tim Seeley e John Layman, 2014–2015) coletados como:
    - Volume 1 (reunindo #1–21, capa cartão, 480 páginas, 2014, ISBN 1-4012-5173-0)
    - Volume 2 (reunindo #22–34, capa cartão, 448 páginas, 2015, ISBN 1-4012-5231-1)
    - Volume 3 (reunindo #35–52, capa cartão, 424 páginas, 2015, ISBN 1-4012-5752-6)

  - Batman and Robin Eternal (com James Tynion IV, Tim Seeley, Genevieve Valentine, Ed Brisson, Steve Orlando, Jackson Lanzing e Collin Kelly, 2015–2016) coletados como:
    - Volume 1 (reunindo #1–13, capa cartão, 272 páginas, 2016, ISBN 1-4012-5967-7)
    - Volume 2 (reunindo #14–26, capa cartão, 336 páginas, 2016, ISBN 1-4012-6248-1)

  - Batman: Rebirth (com Tom King e David Finch, one-shot, 2016) coletado em Volume 1: I am Gotham (capa cartão, 160 páginas, 2017, ISBN 1-4012-6777-7)
  - All-Star Batman #1–presente (com John Romita Jr. e Declan Shalvey ("co-features" em #1–presente), 2016– ...)
- Superman:
  - Flashpoint: Project Superman #1–3 (com Lowell Francis e Gene Ha, 2011) coletado em Flashpoint: The World of Flashpoint Featuring Superman (capa cartão, 320 páginas, 2012, ISBN 1-4012-3434-8)
  - Superman Unchained #1–9 (com Jim Lee, 2013–2014) coletado como Superman Unchained (capa dura, 352 páginas, 2014, ISBN 1-4012-4522-6; capa cartão, 2016, ISBN 1-4012-5093-9)
- Swamp Thing v5 (com Yanick Paquette, Marco Rudy (#4, 6, 8–9, 11–12 e 15), Francesco Francavilla (#10), Kano (#0), Scott Tuft + Andy Belanger + Becky Cloonan (Annual #1), 2011–2013) coletados como:
  - Raise Them Bones (reunindo #1–7, capa cartão, 168 páginas, 2012, ISBN 1-4012-3462-3)
  - Family Tree (reunindo #8–11, 0 e Annual #1, capa cartão, 160 páginas, 2013, ISBN 1-4012-3843-2)
  - Rotworld: The Green Kingdom (reunindo #12–18 e Animal Man v2 #12 & 17, capa cartão, 208 páginas, 2013, ISBN 1-4012-4264-2)
  - Swamp Thing by Scott Snyder (reunindo #1–12, 0, 13–18, Annual #1 e Animal Man v2 #12 & 17, capa dura, 512 páginas, 2015, ISBN 1-4012-5870-0)
- The Wake #1–10 (com Sean Gordon Murphy, 2013–2014) coletado como The Wake (capa dura, 256 páginas, 2014, ISBN 1-4012-4523-4; capa cartão, 2015, ISBN 1-4012-5491-8)
- Dark Days: The Forge (2017)
- Dark Days: The Casting (2017)
- Dark Nights: Metal 1–6 (2017–2018)

### Image Comics
- Severed #1–7 (com Scott Tuft e Attila Futaki, 2011–2012) coletado como Severed (capa dura, 192 páginas, 2012, ISBN 978-1-60706-529-6)
- Wytches #1–6 (com Jock, 2014–2015) coletado como Wytches (capa cartão, 144 páginas, 2015, ISBN 1-63215-380-7)
- A.D.: After Death #1–3 (com Jeff Lemire, 2016–2017)
- Image+ v2 #1–presente (com Jock, 2017–presente), 2017– ...)

### Kodansha
- Attack on Titan: Under the Surface (com Ray Fawkes, Rafael Albuquerque e John Raunch, 2016) coletado como Attack on Titan Anthology (capa dura, 2016, ISBN 978-1-68233-448-5)